# Урођена дисеритропоетска анемија
Урођена дисеритропоетска анемија (УДА) је редак урођени поремећаји које карактерише неефикасном хематопоезом.  УДА спада у групу ретких крв поремећаји изазвани различитим генетским мутацијама. Као резуллтат ових мутација, долази углавном до стварања незрелих и болесних еритроцити форми које  подложни повећаној хемолизи. Да би се надокнадила ова хемолиза, она се интензивирањем хематопоеза и даље стимулише.
Нормално еритроцити накомн што сазру у коштана срж улазе у крвоток, где имају просечан животни век од око 120 дана. У УДА, међутим, еритроцити не успевају да сазру у коштаној сржи што доводи у многим случајевима, да незрели еритроцити у њој умиру. Тренутно се разликују четири подтипа УДА, који се заснивају на различитим мутацијама. Најчешће се јављају УДА тип I и тип II, међум којима преовладава УДА тип II.
Сматра се да је на глобалном нивоу инциденца болести веома ниска, па је тако нпр. инциденца УДА у Европи 2-3 особе на 1.000.000 становника.
Први симптоми болести који потичу од анемија у детињство, могу се доста добро лечити разним терапијама мере. При томе треба имати у виду да је разлика између АДА форми јако важна за избор терапија. 

## Епидемиологија
Неколико стотина случајева УДА је пријављено широм света. УДА тип II је најчешћи облик поремећаја, са више од 300 пријављених случајева. УДА тип III је најређи облик; описан у само неколико породица из Шведске, Аргентине и Сједињених Америчких Држава. Инциденца УДА типа I није позната.
Пошто је УДА тако ретка и њени знаци и симптоми се преклапају са других поремећаја, док многи случајеви вероватно остају недијагностиковани или су погрешно дијагностиковани као други поремећаји.

## Етиологија
Генетске промене одговорне су за УДА јер ометају нормалан развој црвених крвних зрнаца, процес који се назива еритропоеза. Израз "дисеритропоетски" у називу овог стања означава абнормално формирање црвених крвних зрнаца. Код људи са УДА, незреле црвене крвне ћелије које се називају еритробласти су необичног облика и имају друге абнормалности (као што су додатна језгра). Ови абнормални еритробласти се не могу развити у функционална зрела црвена крвна зрнца. Настали недостатак здравих црвених крвних зрнаца доводи до карактеристичних знакова и симптома анемије, као и до компликација укључујући хепатоспленомегалију и абнормално накупљање гвожђа.
| Тип             | Симптоми                                                                                         | Морфологија коштане сржи                                                                                                 | OMIM   | OMIM   | Ген      | Локација        |
| --------------- | ------------------------------------------------------------------------------------------------ | --- | ------ | ------ | -------- | --------------- |
| Тип I (CDAN1)   | Умерена до тешка макроцитна анемија (често код новорођенчади као интраутерино успоравање раста). | Еритроидни прекурсори са непотпуно подељеним еритроидним ћелијама који се држе заједно са танким хроматинским мостовима. | Ia     | 224120 | CDAN1    | 15q15           |
| Тип I (CDAN1)   | Умерена до тешка макроцитна анемија (често код новорођенчади као интраутерино успоравање раста). | Еритроидни прекурсори са непотпуно подељеним еритроидним ћелијама који се држе заједно са танким хроматинским мостовима. | Ib     | 615631 | C15ORF41 | 15q14           |
| Тип II (CDAN2)  | Умерена анемија, спленомегалија и хепатомегалија.                                                | Бинуклеатни и ретки мултинуклеатни полихроматски еритробласти.                                                           | 224100 | 224100 | SEC23B   | 20p11.2         |
| Tип III (CDAN3) | Блага анемија и дегенерација мрежњаче.                                                           | Џиновски мултинуклеарни еритробласти.                                                                                    | 105600 | 105600 | KIF23    | 15q21           |
| Тип IV (CDAN4)  | Тешка анемија по рођењу.                                                                         | | 613673 | 613673 | KLF1     | 19p13.13-p13.12 |

УДА тип I - обично је резултат мутација гена ЦДАН1 . Мало се зна о функцији овог гена и нејасно је како мутације узрокују карактеристичне карактеристике УДА типа I. Неки људи са овим стањем немају идентификоване мутације у гену ЦДАН1, што наводи истраживаче да верују да након мутације у најмање једном гену други ген такође може изазвати овај облик поремећаја.
УДА тип II - је узрокован мутацијама у гену СЕЦ23Б . Овај ген даје упутства за прављење протеина који је укључен у транспорт других протеина унутар ћелија. Током развоја црвених крвних зрнаца , овај протеин може помоћи да се протеини транспортују до подручја где су потребни. Истраживачи раде на утврђивању како мутације у гену СЕЦ23Б доводе до знакова и симптома УДА типа II.
УДА типа III  -код оовог типа није идентификован генетски узрок.  Вероватно је резултат мутација у гену који се налази на дугом краку хромозома 15 на позицији означеној 15к22. Истраживачи настављају да траже специфични ген повезан са овим обликом стања.

## Клиничка слика
Најчешћи клинички знаци и симптоми урођене дисеритропоетске анемије су:
- умор
- жутица
- бледа кожа (бледило)
- повећана слезина или јетра
- формирање камена у жучи
- аномалије скелета, укључујући недостајуће прсте на рукама и ногама

## Дијагноза
Урођена дисеритропоетска анемија се дијагностикује:
- Тестовима крви, укључујући комплетну крвну слику
- Прегледом коштане сржи
- Тестом билирубина у серуму, који може утврдити узрок жутице и открити повећано уништавање црвених крвних зрнаца
- Мерењем гвожђа у телу (лабораторијским тестирањем, радиологијом/снимањем и/или биопсијом јетре)
- Молекуларним тестирањем (секвенцирањем гена,анализом протеина, итд.).

## Диференцијална дијагноза
Важно је схватити да неки симптоми УДА могу личити на симптоме других чешћих здравствених проблема или других поремећаја крви. Пошто неки од ових симптома такође могу указивати на друга стања, и пошто сама анемија може бити симптом другог медицинског проблема, важно је да се болесника процени квалификовани медицински стручњак ради тачне дијагнозе и адекватног лечења.

## Терапија
У зависности од тежине болести и симптома, узраста и општег здравље, и толеранције на одређене лекове или терапије пацијенти са УДА се могу лечити:
- Трансфузијама крви и аферезом
- Лековима, као што су агенси за хелатирање гвожђа или интерферон алфа-2А (само код УДА типа I)
- Одабрани хируршки захвати (уклањање слезине и/или жучне кесе), по потреби
- Трансплантација матичних ћелија — једини дефинитивни лек, доступан пацијентима са веома тешким УДА

Трансплантација коштане сржи и генска терапија
Генска терапија, као и трансплантација коштане сржи су могући третмани за овај поремећај, али сваки има своје ризике у садеашњем тренутку. Трансплантација коштане сржи је метода која се чешће користи, и која даје резултате, док истраживачи још увек покушавају да дефинитивно утврде резултате лечења генском терапијом. Међутим, генерално је потребан донатор који се подудара са 10/10 ХЛА, који је обично брат или сестра. Пошто већина пацијената то нема, морају се ослонити на истраживање генске терапије.
УДА у клиничком и генетском аспекту је део хетерогене групе генетских стања. Генска терапија је још увек експериментална и до сада је углавном тестирана само на животињским моделима. Међутим, ова врста терапије обећава, јер омогућава аутологну трансплантацију пацијентових сопствених здравих матичних ћелија уместо да захтева донатора, чиме се заобилази сваки потенцијал за негативни утицај трансплантата против домаћина.
У Сједињеним Америчким Државама, ФДА је одобрила клиничка испитивања на пацијентима са бета таласемијом 2012. године. Прва студија, која је одржана у јулу 2012, регрутовала је људе са великом таласемијом.

## Прогноза
Пошто не постоји дефинитивни лек осим трансплантације хематопоетских матичних ћелија, деци и адолесцентима са УДА је потребно дуготрајно праћење ради правовременог утврживања компликација. Проблеми са јетром, хормонски (ендокрини) и срчани проблеми постају све важнији како пацијенти расту, због стреса икзазваног ниском вредношћу хемоглобина и високог садржаја гвожђа.